# Crame Col
Der Crame Col ist ein rund 175 m hoher Pass an der Nordspitze der antarktischen James-Ross-Insel. Er verläuft in nordost-südwestlicher Richtung zwischen dem Bibby Point und den Lachman Crags.
Der British Antarctic Survey nahm zwischen 1981 und 1983 geologische Studien vor. Das UK Antarctic Place-Names Committee benannte den Pass 1984 nach dem Geologen James Alistair Crame (* 1949), der die geologischen Untersuchungen zwischen 1981 und 1982 begleitet hatte.